# Жирани
Жирани (слч. Žirany) насељено је мјесто са административним статусом сеоске општине (слч. obec) у округу Њитра, у Њитранском крају, Словачка Република.

## Становништво
| Година:    | 1994. | 2004.   | 2014.   | 2024.   |
| ---------- | ----- | ------- | ------- | ------- |
| Број људи: | 1257  | 1344    | 1363    | 1346    |
| Разлика:   |       | +6,92 % | +1,41 % | -1,24 % |

| Година:    | 2023. | 2024.   |
| ---------- | ----- | ------- |
| Број људи: | 1352  | 1346    |
| Разлика:   |       | -0,44 % |

Према подацима о броју становника из 2011. године насеље је имало 1.349 становника.